# Croazia ai Giochi della XXX Olimpiade
La Croazia ha partecipato ai Giochi della XXX Olimpiade di Londra che si sono svolti dal 27 luglio al 12 agosto 2012. È stata la 6ª partecipazione degli atleti croati ai giochi olimpici estivi.
Gli atleti della delegazione croata sono stati 108 (64 uomini e 44 donne), in 17 discipline, la più numerosa inviata dal Comitato Olimpico Croato dai tempi della sua creazione. Alla cerimonia di apertura il portabandiera è stato il pallamanista Venio Losert, mentre il portabandiera della cerimonia di chiusura è stato il canottiere Damir Martin.
La Croazia ha ottenuto un totale di 6 medaglie (3 ori, 1 argento e 2 bronzi), la miglior prestazione ottenuta fino a quel momento.

## Medaglie
| Riepilogo quotidiano | Riepilogo quotidiano | Riepilogo quotidiano | Riepilogo quotidiano | Riepilogo quotidiano | Riepilogo quotidiano | Riepilogo quotidiano |
| -------------------- | -------------------- | -------------------- | -------------------- | -------------------- | -------------------- | -------------------- |
| Giorno               | Data                 |                      |                      |                      | Totale               |                      |
| 1º                   | 27                   | —                    | —                    | —                    | —                    |                      |
| 2º                   | 28                   | 0                    | 0                    | 0                    | 0                    |                      |
| 3º                   | 29                   | 0                    | 0                    | 0                    | 0                    |                      |
| 4º                   | 30                   | 0                    | 0                    | 0                    | 0                    |                      |
| 5º                   | 31                   | 0                    | 0                    | 0                    | 0                    |                      |
| 6º                   | 1                    | 0                    | 0                    | 0                    | 0                    |                      |
| 7º                   | 2                    | 0                    | 0                    | 0                    | 0                    |                      |
| 8º                   | 3                    | 0                    | 1                    | 0                    | 1                    |                      |
| 9º                   | 4                    | 1                    | 0                    | 0                    | 1                    |                      |
| 10º                  | 5                    | 0                    | 0                    | 0                    | 0                    |                      |
| 11º                  | 6                    | 1                    | 0                    | 0                    | 1                    |                      |
| 12º                  | 7                    | 0                    | 0                    | 0                    | 0                    |                      |
| 13º                  | 8                    | 0                    | 0                    | 1                    | 1                    |                      |
| 14º                  | 9                    | 0                    | 0                    | 0                    | 0                    |                      |
| 15º                  | 10                   | 0                    | 0                    | 0                    | 0                    |                      |
| 16º                  | 11                   | 0                    | 0                    | 0                    | 0                    |                      |
| 17º                  | 12                   | 1                    | 0                    | 1                    | 2                    |                      |
| Totale               | Totale               | 3                    | 1                    | 2                    | 6                    |                      |

### Medagliere per discipline
| Sport            | Oro | Argento | Bronzo | Totale |
| ---------------- | --- | ------- | ------ | ------ |
| Atletica leggera | 1   | 0       | 0      | 1      |
| Pallanuoto       | 1   | 0       | 0      | 1      |
| Tiro             | 1   | 0       | 0      | 1      |
| Canottaggio      | 0   | 1       | 0      | 1      |
| Pallamano        | 0   | 0       | 1      | 1      |
| Taekwondo        | 0   | 0       | 1      | 1      |
| Totale           | 3   | 1       | 2      | 6      |

### Medaglie d'oro
| Medaglia | Nome                             | Sport            | Evento                     |
| -------- | -------------------------------- | ---------------- | -------------------------- |
| Oro      | Sandra Perković                  | Atletica leggera | Lancio del disco femminile |
| Oro      | Nazionale di pallanuoto maschile | Pallanuoto       | Torneo maschile            |
| Oro      | Giovanni Cernogoraz              | Tiro             | Trap maschile              |

### Medaglie d'argento
| Medaglia | Nome                                                    | Sport       | Evento               |
| -------- | ------------------------------------------------------- | ----------- | -------------------- |
| Argento  | David Šain Martin Sinković Damir Martin Valent Sinković | Canottaggio | 4 di coppia maschile |

### Medaglie di bronzo
| Medaglia | Nome                            | Sport     | Evento          |
| -------- | ------------------------------- | --------- | --------------- |
| Bronzo   | Nazionale di pallamano maschile | Pallamano | Torneo maschile |
| Bronzo   | Lucija Zaninović                | Taekwondo | 49 kg femminile |

## Atletica leggera
| Q | Qualificato al turno successivo per la posizione in qualificazione                                                           |
| q | Qualificato per il turno successivo per ripescaggio o, negli eventi su campo, conquistando la misura minima per qualificarsi |

### Maschile
Eventi su campo
| Atleta             | Evento              | Qualificazioni | Qualificazioni | Finale          | Finale          |
| Atleta             | Evento              | Misura         | Posizione      | Misura          | Posizione       |
| ------------------ | ------------------- | -------------- | -------------- | --------------- | --------------- |
| András Haklits     | Lancio del martello | 70,61 m        | 30°            | non qualificato | non qualificato |
| Ivan Horvat        | Salto con l'asta    | 5,35 m         | 20º            | non qualificato | non qualificato |
| Martin Marić       | Lancio del disco    | 62,87 m        | 17°            | non qualificato | non qualificato |
| Nedžad Mulabegović | Getto del peso      | 19,86 m        | 18°            | non qualificato | non qualificato |
| Roland Varga       | Lancio del disco    | 58,17 m        | 36°            | non qualificato | non qualificato |

### Femminile
Eventi di corsa su pista e strada
| Atleta                 | Evento         | Batteria  | Batteria  | Semifinale      | Semifinale      | Finale          | Finale          |
| Atleta                 | Evento         | Risultato | Posizione | Risultato       | Posizione       | Risultato       | Posizione       |
| ---------------------- | -------------- | --------- | --------- | --------------- | --------------- | --------------- | --------------- |
| Nikolina Horvat        | 400 m ostacoli | 58"49     | 8ª        | non qualificata | non qualificata | non qualificata | non qualificata |
| Lisa Christina Stublić | Maratona       | N.D.      | N.D.      | N.D.            | N.D.            | 2h 34'03"       | 52ª             |

Eventi su campo
| Atleta          | Evento           | Qualificazioni | Qualificazioni | Finale          | Finale          |
| Atleta          | Evento           | Misura         | Posizione      | Misura          | Posizione       |
| --------------- | ---------------- | -------------- | -------------- | --------------- | --------------- |
| Sandra Perković | Lancio del disco | 65,74 m        | 3ª Q           | 69,11 m         |                 |
| Ana Šimić       | Salto in alto    | 1,80 m         | 29ª            | non qualificata | non qualificata |

## Canoa/Kayak

### Slalom
Maschile
| Atleta      | Evento | Qualificazioni | Qualificazioni | Qualificazioni | Qualificazioni | Qualificazioni | Qualificazioni | Semifinali      | Semifinali      | Semifinali      | Finale          | Finale          | Finale          |
| Atleta      | Evento | 1ª manche      | Pos.           | 2ª manche      | Pos.           | Migliore       | Posizione      | Penalità        | Tempo           | Posizione       | Penalità        | Tempo           | Posizione       |
| ----------- | ------ | -------------- | -------------- | -------------- | -------------- | -------------- | -------------- | --------------- | --------------- | --------------- | --------------- | --------------- | --------------- |
| Dinko Mulić | K-1    | 293"58         | 22°            | 143"28         | 20°            | 143"28         | 22º            | non qualificato | non qualificato | non qualificato | non qualificato | non qualificato | non qualificato |

## Canottaggio
| FA   | Qualificato in finale A (per le medaglie)     |
| FB   | Qualificato in finale B (non per le medaglie) |
| FC   | Qualificato in finale C (non per le medaglie) |
| FD   | Qualificato in finale D (non per le medaglie) |
| FE   | Qualificato in finale E (non per le medaglie) |
| FF   | Qualificato in finale F (non per le medaglie) |
| SA/B | Semifinali A/B                                |
| SC/D | Semifinali C/D                                |
| SE/F | Semifinali E/F                                |
| QF   | Qualificato ai quarti di finale               |
| R    | Ripescaggio                                   |

Maschile
| Atleta                                                  | Evento      | Batteria | Batteria  | Ripescaggio | Ripescaggio | Quarti di finale | Quarti di finale | Semifinali | Semifinali | Finale  | Finale    |
| Atleta                                                  | Evento      | Tempo    | Posizione | Tempo       | Posizione   | Tempo            | Posizione        | Tempo      | Posizione  | Tempo   | Posizione |
| ------------------------------------------------------- | ----------- | -------- | --------- | ----------- | ----------- | ---------------- | ---------------- | ---------- | ---------- | ------- | --------- |
| Mario Vekić                                             | Singolo     | 7'02"63  | 2° QF     | Bye         | Bye         | 7'05"78          | 4° SC/D          | 7'33"51    | 1° FC      | 7'27"60 | 15°       |
| Damir Martin David Šain Martin Sinković Valent Sinković | 4 di coppia | 5'09"38  | 1° SA/B   | Bye         | Bye         | N.D.             | N.D.             | 6'03"39    | 1° FA      | 5'44"78 |           |

## Ciclismo

### Ciclismo su strada
Maschile
| Atleta            | Evento         | Tempo     | Classifica |
| ----------------- | -------------- | --------- | ---------- |
| Kristijan Đurasek | Corsa in linea | 5h 46'37" | 68º        |
| Radoslav Rogina   | Corsa in linea | 5h 46'37" | 41º        |

## Ginnastica

### Ginnastica artistica
Maschile
| Atleta    | Evento  | Qualificazione | Qualificazione | Qualificazione | Qualificazione | Qualificazione | Qualificazione | Qualificazione | Qualificazione | Finale          | Finale          | Finale          | Finale          | Finale          | Finale          | Finale          | Finale          |
| Atleta    | Evento  | Attrezzo       | Attrezzo       | Attrezzo       | Attrezzo       | Attrezzo       | Attrezzo       | Totale         | Posizione      | Attrezzo        | Attrezzo        | Attrezzo        | Attrezzo        | Attrezzo        | Attrezzo        | Totale          | Posizione       |
| Atleta    | Evento  | CL             | C              | A              | V              | P              | S              | Totale         | Posizione      | CL              | C               | A               | V               | P               | S               | Totale          | Posizione       |
| --------- | ------- | -------------- | -------------- | -------------- | -------------- | -------------- | -------------- | -------------- | -------------- | --------------- | --------------- | --------------- | --------------- | --------------- | --------------- | --------------- | --------------- |
| Filip Ude | Cavallo | N.D.           | 13.933         | N.D.           | N.D.           | N.D.           | N.D.           | 13.933         | 32º            | non qualificato | non qualificato | non qualificato | non qualificato | non qualificato | non qualificato | non qualificato | non qualificato |

Femminile
| Atleta     | Evento               | Qualificazione | Qualificazione | Qualificazione | Qualificazione | Qualificazione | Qualificazione | Finale          | Finale          | Finale          | Finale          | Finale          | Finale          |
| Atleta     | Evento               | Attrezzo       | Attrezzo       | Attrezzo       | Attrezzo       | Totale         | Posizione      | Attrezzo        | Attrezzo        | Attrezzo        | Attrezzo        | Totale          | Posizione       |
| Atleta     | Evento               | CL             | V              | P              | S              | Totale         | Posizione      | CL              | V               | P               | S               | Totale          | Posizione       |
| ---------- | -------------------- | -------------- | -------------- | -------------- | -------------- | -------------- | -------------- | --------------- | --------------- | --------------- | --------------- | --------------- | --------------- |
| Tina Erceg | Concorso individuale | 13.466         | 13.500         | 12.833         | 12.266         | 52.065         | 40ª            | non qualificata | non qualificata | non qualificata | non qualificata | non qualificata | non qualificata |

## Judo
Maschile
| Atleta               | Evento | Preliminari          | 16-esimi                           | Ottavi               | Quarti               | Semifinali           | Ripescaggio          | Med. bronzo          | Finale               | Posizione       |
| Atleta               | Evento | Avversario Risultato | Avversario Risultato               | Avversario Risultato | Avversario Risultato | Avversario Risultato | Avversario Risultato | Avversario Risultato | Avversario Risultato | Posizione       |
| -------------------- | ------ | -------------------- | ---------------------------------- | -------------------- | -------------------- | -------------------- | -------------------- | -------------------- | -------------------- | --------------- |
| Tomislav Marijanović | -81 kg | Bye                  | A. Tchrikishvili (GEO) P 0001–0100 | non qualificato      | non qualificato      | non qualificato      | non qualificato      | non qualificato      | non qualificato      | non qualificato |

Femminile
| Atleta            | Evento | 16-esimi             | Ottavi                    | Quarti               | Semifinali           | Ripescaggio          | Med. bronzo          | Finale               | Posizione       |
| Atleta            | Evento | Avversario Risultato | Avversario Risultato      | Avversario Risultato | Avversario Risultato | Avversario Risultato | Avversario Risultato | Avversario Risultato | Posizione       |
| ----------------- | ------ | -------------------- | ------------------------- | -------------------- | -------------------- | -------------------- | -------------------- | -------------------- | --------------- |
| Marijana Mišković | -63 kg | Bye                  | Y. Ueno (JPN) P 0000–0001 | non qualificata      | non qualificata      | non qualificata      | non qualificata      | non qualificata      | non qualificata |

## Lotta
| VT | Vittoria per atterramento                           |
| PP | Vittoria a punti (lo sconfitto con punti tecnici)   |
| PO | Vittoria a punti (lo sconfitto senza punti tecnici) |

### Greco-Romana
Maschile
| Atleta      | Evento | Qualificazione                     | Ottavi                                  | Quarti               | Semifinali           | Ripescaggio Turno 2                   | Ripescaggio Turno 2  | Finale               | Pos. |
| Atleta      | Evento | Avversario Risultato               | Avversario Risultato                    | Avversario Risultato | Avversario Risultato | Avversario Risultato                  | Avversario Risultato | Avversario Risultato | Pos. |
| ----------- | ------ | ---------------------------------- | --------------------------------------- | -------------------- | -------------------- | ------------------------------------- | -------------------- | -------------------- | ---- |
| Neven Žugaj | -74 kg | I. Talba (EGY) V 3-0 PO (1-0, 3-0) | E. Ahmadov (AZE) P 0-3 PO (0-4, 0-1)    | non qualificato      | non qualificato      | non qualificato                       | non qualificato      | non qualificato      | 10º  |
| Nenad Žugaj | -84 kg | Bye                                | K. Gaber (EGY) P 1-3 PP (0-2, 1-0, 0-1) | non qualificato      | non qualificato      | M. Noumonvi (FRA) P 0-3 PO (0-1, 0-2) | non qualificato      | non qualificato      | 14º  |

## Nuoto e sport acquatici

### Nuoto
Maschile
| Atleta          | Evento            | Batterie | Batterie   | Semifinali      | Semifinali      | Finale          | Finale          |
| Atleta          | Evento            | Tempo    | Classifica | Tempo           | Classifica      | Tempo           | Classifica      |
| --------------- | ----------------- | -------- | ---------- | --------------- | --------------- | --------------- | --------------- |
| Mario Todorović | 50 m stile libero | 22"75    | 28º        | non qualificato | non qualificato | non qualificato | non qualificato |

Femminile
| Atleta             | Evento         | Batterie | Batterie   | Semifinali      | Semifinali      | Finale          | Finale          |
| Atleta             | Evento         | Tempo    | Classifica | Tempo           | Classifica      | Tempo           | Classifica      |
| ------------------ | -------------- | -------- | ---------- | --------------- | --------------- | --------------- | --------------- |
| Sanja Jovanović    | 100 m dorso    | 1'03"38  | 36ª        | non qualificata | non qualificata | non qualificata | non qualificata |
| Kim Daniela Pavlin | 200 m dorso    | 2'15"67  | 33ª        | non qualificata | non qualificata | non qualificata | non qualificata |
| Kim Daniela Pavlin | 200 m misti    | 2'17"17  | 30ª        | non qualificata | non qualificata | non qualificata | non qualificata |
| Karla Šitić        | Maratona 10 km | N.D.     | N.D.       | N.D.            | N.D.            | 1h 58'54"7      | 12ª             |

### Pallanuoto

#### Torneo maschile
Rosa
| N° | Naz.               | Ruolo | Sportivo        | Anno | Alt.   |  |
| -- | ------------------ | ----- | --------------- | ---- | ------ |  |
| 1  | Croazia (bandiera) | P     | Josip Pavić     | 1982 | 1,95 m |  |
| 2  | Croazia (bandiera) | CB    | Damir Burić     | 1980 | 2,05 m |  |
| 3  | Croazia (bandiera) | D     | Miho Bošković   | 1983 | 1,96 m |  |
| 4  | Croazia (bandiera) | CV    | Nikša Dobud     | 1985 | 1,99 m |  |
| 5  | Croazia (bandiera) | D     | Maro Joković    | 1987 | 2,03 m |  |
| 6  | Croazia (bandiera) | CB    | Ivan Buljubašić | 1987 | 1,98 m |  |
| 7  | Croazia (bandiera) | D     | Petar Muslim    | 1988 | 2,00 m |  |
| 8  | Croazia (bandiera) | CB    | Andro Bušlje    | 1986 | 2,00 m |  |
| 9  | Croazia (bandiera) | D     | Sandro Sukno    | 1990 | 2,00 m |  |
| 10 | Croazia (bandiera) | D     | Samir Barač     | 1973 | 1,87 m |  |
| 11 | Croazia (bandiera) | CV    | Igor Hinić      | 1975 | 2,02 m |  |
| 12 | Croazia (bandiera) | D     | Paulo Obradović | 1986 | 1,90 m |  |
| 13 | Croazia (bandiera) | P     | Frano Vićan     | 1976 | 1,92 m |  |

- Allenatore:  Ratko Rudić

Fase a gironi - Gruppo A
| Arbitri: | Adrian Alexandrescu György Juhász |

|                                                 |           |                                                   |
| I. Fountoulis A. Miralis E. Delakas K. Mourikis | Marcatori | S. Sukno M. Bošković P. Muslim A. Bušlje N. Dobud |

| Arbitri: | Boris Margeta Radosław Koryzna |

|                                                           |           |                                   |
| N. Dobud D. Burić S. Sukno I. Hinić A. Bušlje M. Bošković | Marcatori | M. Minguell A. Español F. Perrone |

| Arbitri: | György Juhász Adrian Alexandrescu |

|                                            |           |                                                                |
| V. Gallo P. Figlioli A. Giorgetti N. Gitto | Marcatori | S. Sukno M. Joković D. Burić N. Dobud M. Bošković P. Obradović |

| Arbitri: | Ulrich Spiegel György Juhász |

|                                                                |           |                                             |
| M. Bošković N. Dobud S. Sukno M. Joković P. Obradović I. Hinić | Marcatori | G. Woods S. McGregor J. Cotterill T. Whalan |

| Arbitri: | German Moller Brian Littlejohn |

|                                    |           |                                                                 |
| A. Panfili Y. Zhilyayev S. Gubarev | Marcatori | M. Joković S. Sukno M. Bošković N. Dobud S. Barač I. Buljubašić |

| Pos. | Squadra    | Pt | G | V | N | P | GF | GS | DR  |
| ---- | ---------- | -- | - | - | - | - | -- | -- | --- |
| 1    | Croazia    | 10 | 5 | 5 | 0 | 0 | 50 | 29 | +21 |
| 2    | Italia     | 7  | 5 | 3 | 1 | 1 | 40 | 36 | +4  |
| 3    | Spagna     | 6  | 5 | 3 | 0 | 2 | 52 | 42 | +10 |
| 4    | Australia  | 4  | 5 | 2 | 0 | 3 | 40 | 44 | -4  |
| 5    | Grecia     | 3  | 5 | 1 | 1 | 3 | 41 | 43 | -2  |
| 6    | Kazakistan | 0  | 5 | 0 | 0 | 5 | 24 | 53 | -29 |

Quarti di finale
| Arbitri: | Massimiliano Caputi György Juhász |

|                                               |           |                       |
| S. Sukno S. Barač D. Burić Bošković Obradović | Marcatori | R. Bailey P. Varellas |

Semifinali
| Arbitri: | Daniel Flahive Georgios Stavridis |

|                                                                 |           |                                   |
| D. Burić M. Bošković A. Bušlje P. Muslim S. Sukno I. Buljubašić | Marcatori | A. Ivović V. Gojković B. Zloković |

Finale
| Arbitri: | Sergio Borrell György Juhász |

|                                                        |           |                                               |
| S. Sukno M. Bošković S. Barač M. Joković I. Buljubašić | Marcatori | V. Gallo C. Presciutti M. Felugo A. Giorgetti |

## Pallacanestro

### Femminile
Rosa
|    | Naz.                                        | Ruolo | Sportivo         | Anno | Alt.   |  |  |
| -- | ------------------------------------------- | ----- | ---------------- | ---- | ------ |  |  |
| 4  | Croazia (bandiera)                          | G     | Sandra Mandir    | 1977 | 1,77 m |  |  |
| 5  | Croazia (bandiera)                          | G     | Anđa Jelavić     | 1980 | 1,72 m |  |  |
| 6  | Croazia (bandiera)                          | AG    | Antonija Mišura  | 1988 | 1,79 m |  |  |
| 7  | Stati Uniti (bandiera) · Croazia (bandiera) | AG    | Lisa Karčić      | 1986 | 1,85 m |  |  |
| 8  | Croazia (bandiera)                          | G     | Emanuela Salopek | 1987 | 1,78 m |  |  |
| 9  | Croazia (bandiera)                          | C     | Marija Vrsaljko  | 1989 | 1,98 m |  |  |
| 10 | Croazia (bandiera)                          | G     | Iva Ciglar       | 1985 | 1,67 m |  |  |
| 11 | Croazia (bandiera)                          | GA    | Ana Lelas        | 1983 | 1,83 m |  |  |
| 12 | Croazia (bandiera)                          | AG    | Iva Slišković    | 1984 | 1,90 m |  |  |
| 13 | Croazia (bandiera)                          | AG    | Mirna Mazić      | 1985 | 1,88 m |  |  |
| 14 | Croazia (bandiera)                          | C     | Luca Ivanković   | 1987 | 1,98 m |  |  |
| 15 | Croazia (bandiera)                          | GA    | Jelena Ivezić    | 1984 | 1,85 m |  |  |

- Allenatore:  Stipe Bralić

Fase a gironi - Gruppo A
| Arbitri: | Juan Arteaga Oļegs Latiševs Snehal Bendke |

|            |          |             |
| Charles 14 | Punti    | 22 Ivezić   |
| Bird 5     | Assist   | 5 Lelas     |
| Parker 13  | Rimbalzi | 7 Ivanković |

| Arbitri: | Michael Aylen Elena Chernova Felicia Grinter |

|                  |          |            |
| Mandir 22        | Punti    | 28 Chen N. |
| Jelavić, Lelas 4 | Assist   | 10 Miao L. |
| Ivezić 6         | Rimbalzi | 10 Chen N. |

| Arbitri: | Cristiano Maranho Guerrino Cerebuch Carole Delauné |

|           |          |             |
| Mandir 20 | Punti    | 20 Elhotová |
| Mandir 3  | Assist   | 7 Veselá    |
| Mandir 6  | Rimbalzi | 10 Horáková |

| Arbitri: | Stephen Seibel Shoko Suguro Ling Peng |

|            |          |            |
| Tomás 15   | Punti    | 23 Lelas   |
| Maurício 4 | Assist   | 5 Mandir   |
| Tomás 8    | Rimbalzi | 8 Vrsaljko |

| Arbitri: | Jorge Vázquez Marcos Benito Elena Chernova |

|                    |          |                      |
| Lelas 14           | Punti    | 14 Hollingsworth     |
| Lelas 5            | Assist   | 5 Tunçluer, Vardarlı |
| A. Lelas, Mandir 6 | Rimbalzi | 9 Yilmaz             |

| Squadra     | Pt. | G | V | P | PF  | PS  | DP   |
| ----------- | --- | - | - | - | --- | --- | ---- |
| Stati Uniti | 10  | 5 | 5 | 0 | 462 | 279 | +183 |
| Turchia     | 9   | 5 | 4 | 1 | 343 | 316 | +27  |
| Cina        | 8   | 5 | 3 | 2 | 346 | 363 | -17  |
| Rep. Ceca   | 7   | 5 | 2 | 3 | 346 | 332 | +14  |
| Croazia     | 6   | 5 | 1 | 4 | 324 | 379 | -55  |
| Angola      | 5   | 5 | 0 | 5 | 243 | 395 | -152 |

 Croazia nella classifica finale: 10º posto

## Pallamano

### Maschile
Rosa
| N° | Naz.               | Ruolo | Sportivo          | Anno | Alt.   |  |
| -- | ------------------ | ----- | ----------------- | ---- | ------ |  |
| 1  | Croazia (bandiera) | P     | Venio Losert      | 1976 | 1,91 m |  |
| 4  | Croazia (bandiera) | C     | Ivano Balić       | 1979 | 1,91 m |  |
| 5  | Croazia (bandiera) | C     | Domagoj Duvnjak   | 1988 | 1,97 m |  |
| 6  | Croazia (bandiera) | T     | Blaženko Lacković | 1980 | 1,96 m |  |
| 8  | Croazia (bandiera) | T     | Marko Kopljar     | 1986 | 2,10 m |  |
| 9  | Croazia (bandiera) | PV    | Igor Vori         | 1980 | 2,03 m |  |
| 10 | Croazia (bandiera) | T     | Jakov Gojun       | 1986 | 2,04 m |  |
| 13 | Croazia (bandiera) | A     | Zlatko Horvat     | 1984 | 1,80 m |  |
| 14 | Croazia (bandiera) | T     | Drago Vuković     | 1983 | 1,94 m |  |
| 20 | Croazia (bandiera) | T     | Damir Bičanić     | 1985 | 1,94 m |  |
| 21 | Croazia (bandiera) | T     | Denis Buntić      | 1982 | 1,99 m |  |
| 25 | Croazia (bandiera) | P     | Mirko Alilović    | 1985 | 2,00 m |  |
| 26 | Croazia (bandiera) | A     | Manuel Štrlek     | 1988 | 1,84 m |  |
| 27 | Croazia (bandiera) | A     | Ivan Čupić        | 1986 | 1,79 m |  |
| 29 | Croazia (bandiera) | A     | Ivan Ninčević     | 1981 | 1,84 m |  |

- Allenatore:  Slavko Goluža

Fase a gironi - Gruppo B
| Londra 29 luglio 2012, ore 11:15 BST | Croazia        | 31 – 21 (14-8) referto | Corea del Sud | Copper Box (4.068 spett.)\| Arbitro: \| Marina, Minore \| |
| Arbitro:                             | Marina, Minore |                        |               |                                                           |

| Londra 31 luglio 2012, ore 16:15 BST | Serbia           | 23 – 31 (9-13) referto | Croazia | Copper Box (4.827 spett.)\| Arbitro: \| Horáček, Novotný \| |
| Arbitro:                             | Horáček, Novotný |                        |         |                                                             |

| Londra 2 agosto 2012, ore 14:30 BST | Croazia                 | 26 – 19 (11-9) referto | Ungheria | Copper Box (4.950 spett.)\| Arbitro: \| Abrahamsen, Kristiansen \| |
| Arbitro:                            | Abrahamsen, Kristiansen |                        |          |                                                                    |

| Londra 4 agosto 2012, ore 16:15 BST | Croazia         | 32 – 21 (14-9) referto | Danimarca | Copper Box (4.800 spett.)\| Arbitro: \| Lazaar, Reveret \| |
| Arbitro:                            | Lazaar, Reveret |                        |           |                                                            |

| Londra 6 agosto 2012, ore 19:30 BST | Spagna         | 25 – 30 (10-11) referto | Croazia | Copper Box (4.856 spett.)\| Arbitro: \| Geipel, Helbig \| |
| Arbitro:                            | Geipel, Helbig |                         |         |                                                           |

| Squadra       | Pt. | G | V | N | P | PF  | PS  | DP  |
| ------------- | --- | - | - | - | - | --- | --- | --- |
| Croazia       | 10  | 5 | 5 | 0 | 0 | 150 | 109 | +41 |
| Danimarca     | 8   | 5 | 4 | 0 | 1 | 124 | 129 | -5  |
| Spagna        | 6   | 5 | 3 | 0 | 2 | 140 | 126 | +14 |
| Ungheria      | 4   | 5 | 2 | 0 | 3 | 114 | 128 | -14 |
| Serbia        | 2   | 5 | 1 | 0 | 4 | 120 | 131 | -11 |
| Corea del Sud | 0   | 5 | 0 | 0 | 5 | 115 | 140 | -25 |

Quarti di finale
| Londra 8 agosto 2012, ore 21:30 BST | Croazia        | 25 – 23 (11-12) referto | Tunisia | Copper Box (9.578 spett.)\| Arbitro: \| Marina, Minore \| |
| Arbitro:                            | Marina, Minore |                         |         |                                                           |

Semifinali
| Londra 10 agosto 2012, ore 20:30 BST | Francia                 | 25 – 22 (12-10) referto | Croazia | Copper Box (9.849 spett.)\| Arbitro: \| Abrahamsen, Kristiansen \| |
| Arbitro:                             | Abrahamsen, Kristiansen |                         |         |                                                                    |

Finale 3º posto
| Londra 12 agosto 2012, ore 11:00 BST | Ungheria         | 26 – 33 (14-19) referto | Croazia | Copper Box (9.263 spett.)\| Arbitro: \| Horáček, Novotný \| |
| Arbitro:                             | Horáček, Novotný |                         |         |                                                             |

### Femminile
Rosa
| N° | Naz.               | Ruolo | Sportivo                | Anno | Alt.   |  | Squadra di club        |  |
| -- | ------------------ | ----- | ----------------------- | ---- | ------ |  | ---------------------- |  |
| 1  | Croazia (bandiera) | P     | Jelena Grubišić         | 1987 | 1,84 m |  | RK Krim                |  |
| 2  | Croazia (bandiera) | C     | Miranda Tatari          | 1983 | 1,74 m |  | RK Podravka Koprivnica |  |
| 5  | Croazia (bandiera) | A     | Dijana Jovetić          | 1984 | 1,70 m |  | ŽRK Budućnost          |  |
| 6  | Croazia (bandiera) | PV    | Andrea Šerić            | 1985 | 1,84 m |  | RK Krim                |  |
| 8  | Croazia (bandiera) | A     | Anita Gaće              | 1983 | 1,77 m |  | RK Podravka Koprivnica |  |
| 10 | Croazia (bandiera) | A     | Nikica Pušić-Koroljević | 1983 | 1,77 m |  | RK Podravka Koprivnica |  |
| 13 | Croazia (bandiera) | T     | Lidija Horvat           | 1982 | 1,84 m |  | RK Podravka Koprivnica |  |
| 14 | Croazia (bandiera) | T     | Kristina Franić         | 1987 | 1,80 m |  | RK Krim                |  |
| 15 | Croazia (bandiera) | T     | Andrea Penezić          | 1985 | 1,86 m |  | RK Krim                |  |
| 16 | Croazia (bandiera) | P     | Ivana Jelčić            | 1980 | 1,80 m |  | RK Podravka Koprivnica |  |
| 18 | Croazia (bandiera) | C     | Ivana Lovrić            | 1984 | 1,73 m |  | RK Samobor             |  |
| 19 | Croazia (bandiera) | A     | Maja Zebić              | 1982 | 1,78 m |  | SD Itxako              |  |
| 20 | Croazia (bandiera) | PV    | Vesna Milanović-Litre   | 1986 | 1,80 m |  | RK Podravka Koprivnica |  |
| 29 | Croazia (bandiera) | T     | Sonja Bašić             | 1987 | 1,82 m |  | RK Lokomotiva Zagreb   |  |

- Allenatore:  Vladimir Canjuga

Fase a gironi - Gruppo A
| Arbitro: | Bonaventura, Bonaventura |

|              |           |                               |
| D. Jovetić 6 | Marcatori | 5 A. do Nascimento, E. Amorim |

| Arbitro: | Al-Nuaimi, Omar |

|                       |           |            |
| I. Guialo, M. Kiala 5 | Marcatori | 9 M. Zebić |

| Arbitro: | Marina, Minore |

|            |           |               |
| E. Turey 6 | Marcatori | 10 A. Penezić |

| Arbitro: | Lopez, Sabroso |

|               |           |               |
| A. Penezić 10 | Marcatori | 10 B. Popović |

| Arbitro: | Marina, Minore |

|                                  |           |                  |
| D. Jovetić, A. Šerić, S. Bašić 5 | Marcatori | 3 K. Fairbrother |

| Squadra       | Pt. | G | V | N | P | PF  | PS  | DP  |
| ------------- | --- | - | - | - | - | --- | --- | --- |
| Brasile       | 8   | 5 | 4 | 0 | 1 | 137 | 122 | +15 |
| Croazia       | 8   | 5 | 4 | 0 | 1 | 145 | 115 | +30 |
| Russia        | 7   | 5 | 3 | 1 | 1 | 151 | 126 | +26 |
| Montenegro    | 5   | 5 | 2 | 1 | 2 | 137 | 123 | +14 |
| Angola        | 2   | 5 | 1 | 0 | 4 | 132 | 142 | -10 |
| Gran Bretagna | 0   | 5 | 0 | 0 | 5 | 91  | 166 | -52 |

Quarti di finale
| Arbitro: | Horacek, Novotny |

|             |           |             |
| E. Pinedo 7 | Marcatori | 5 M. Tatari |

- Croazia eliminata ai quarti di finale. Posizione nella classifica finale: 7º posto.

## Scherma
Maschile
| Atleta          | Evento               | Trentaduesimi            | Sedicesimi           | Ottavi di finale     | Quarti di finale     | Semifinali           | Finale               | Pos.            |
| Atleta          | Evento               | Avversario Risultato     | Avversario Risultato | Avversario Risultato | Avversario Risultato | Avversario Risultato | Avversario Risultato | Pos.            |
| --------------- | -------------------- | ------------------------ | -------------------- | -------------------- | -------------------- | -------------------- | -------------------- | --------------- |
| Bojan Jovanović | Fioretto Individuale | D. Gómez (MEX) P (14-15) | non qualificato      | non qualificato      | non qualificato      | non qualificato      | non qualificato      | non qualificato |

## Taekwondo
Femminile
| Atleta           | Evento | Ottavi                     | Quarti                    | Semifinale           | Ripescaggio Turno 1  | Ripescaggio Turno 2          | Finale               | Classifica      |
| Atleta           | Evento | Avversario Risultato       | Avversario Risultato      | Avversario Risultato | Avversario Risultato | Avversario Risultato         | Avversario Risultato | Classifica      |
| ---------------- | ------ | -------------------------- | ------------------------- | -------------------- | -------------------- | ---------------------------- | -------------------- | --------------- |
| Lucija Zaninović | −49 kg | S. Kang (CAF) V (14-0) PTG | C.M. López (ARG) V (13-4) | Wu J. (CHN) P (7-19) | Bye                  | J. Alegría (MEX) V (1-0) SDP | non qualificata      |                 |
| Ana Zaninović    | −57 kg | M. Hamada (JPN) P (11-14)  | non qualificata           | non qualificata      | non qualificata      | non qualificata              | non qualificata      | non qualificata |

## Tennis
Maschile
| Atleta                 | Evento  | 32-esimi                              | 16-esimi                                      | Ottavi                                            | Quarti                                     | Semifinali                  | Finale                      | Pos.                        |
| Atleta                 | Evento  | Avversario Risultato                  | Avversario Risultato                          | Avversario Risultato                              | Avversario Risultato                       | Avversario Risultato        | Avversario Risultato        | Pos.                        |
| ---------------------- | ------- | ------------------------------------- | --------------------------------------------- | ------------------------------------------------- | ------------------------------------------ | --------------------------- | --------------------------- | --------------------------- |
| Marin Čilić            | Singolo | J. Melzer (AUT) V 2-0 (7-66-5, 6-2)   | L. Hewitt (AUS) P 0-2 (4-6, 5-7)              | non qualificato                                   | non qualificato                            | non qualificato             | non qualificato             | non qualificato             |
| Ivan Dodig             | Singolo | J.M. del Potro (ARG) P 0-2 (4-6, 1-6) | non qualificato                               | non qualificato                                   | non qualificato                            | non qualificato             | non qualificato             | non qualificato             |
| Ivo Karlović           | Singolo | ritirato a causa infortunio           | ritirato a causa infortunio                   | ritirato a causa infortunio                       | ritirato a causa infortunio                | ritirato a causa infortunio | ritirato a causa infortunio | ritirato a causa infortunio |
| Marin Čilić Ivan Dodig | Doppio  | N.D.                                  | J.S. Cabal/ S. Giraldo (COL) V 2-0 (6-3, 6-4) | J. Brunström/ R. Lindstedt (SWE) V 2-0 (6-3, 6-2) | D. Ferrer/ F. López (ESP) P 0-2 (4-6, 4-6) | non qualificati             | non qualificati             | non qualificati             |

Femminile
| Atleta       | Evento  | 32-esimi                    | 16-esimi                    | Ottavi                      | Quarti                      | Semifinali                  | Finale                      | Pos.                        |
| Atleta       | Evento  | Avversario Risultato        | Avversario Risultato        | Avversario Risultato        | Avversario Risultato        | Avversario Risultato        | Avversario Risultato        | Pos.                        |
| ------------ | ------- | --------------------------- | --------------------------- | --------------------------- | --------------------------- | --------------------------- | --------------------------- | --------------------------- |
| Petra Martić | Singolo | ritirata a causa infortunio | ritirata a causa infortunio | ritirata a causa infortunio | ritirata a causa infortunio | ritirata a causa infortunio | ritirata a causa infortunio | ritirata a causa infortunio |

## Tennis tavolo
Maschile
| Atleta         | Evento  | Preliminari          | Round 1              | Round 2                                                       | Round 3                                                          | Round 4                                                       | Quarti di finale     | Semifinale           | Finale               | Posizione       |
| Atleta         | Evento  | Avversario Risultato | Avversario Risultato | Avversario Risultato                                          | Avversario Risultato                                             | Avversario Risultato                                          | Avversario Risultato | Avversario Risultato | Avversario Risultato | Posizione       |
| -------------- | ------- | -------------------- | -------------------- | ------------------------------------------------------------- | ---------------------------------------------------------------- | ------------------------------------------------------------- | -------------------- | -------------------- | -------------------- | --------------- |
| Andrej Gaćina  | Singolo | Bye                  | Bye                  | J. Persson (SWE) V 4-0 (11-5, 11-6, 11-7, 11-4)               | A. Šibaev (RUS) V 4-3 (11-6, 11-7, 9-11, 11-8, 8-11, 9-11, 11-8) | Chuang C.-y. (TPE) P 2-4 (8-11, 5-11, 4-11, 11-7, 11-3, 5-11) | non qualificato      | non qualificato      | non qualificato      | non qualificato |
| Zoran Primorac | Singolo | Bye                  | Bye                  | E.-s. Lashin (EGY) P 3-4 (8-11, 5-11, 4-11, 11-7, 11-3, 5-11) | non qualificato                                                  | non qualificato                                               | non qualificato      | non qualificato      | non qualificato      | non qualificato |

Femminile
| Atleta          | Evento  | Preliminari          | Round 1                                           | Round 2                                              | Round 3              | Round 4              | Quarti di finale     | Semifinale           | Finale               | Posizione       |
| Atleta          | Evento  | Avversario Risultato | Avversario Risultato                              | Avversario Risultato                                 | Avversario Risultato | Avversario Risultato | Avversario Risultato | Avversario Risultato | Avversario Risultato | Posizione       |
| --------------- | ------- | -------------------- | ------------------------------------------------- | ---------------------------------------------------- | -------------------- | -------------------- | -------------------- | -------------------- | -------------------- | --------------- |
| Cornelia Molnar | Singolo | Bye                  | L. Zhang (USA) V 4-0 (11-6, 11-8, 11-7, 11-5)     | Kim J. (PRK) P 1-4 (9-11, 11-9, 6-11, 4-11, 8-11)    | non qualificata      | non qualificata      | non qualificata      | non qualificata      | non qualificata      | non qualificata |
| Tian Yuan       | Singolo | Bye                  | B. Rodríguez (CHI) V 4-0 (11-6, 11-6, 11-7, 11-7) | G. Póta (HUN) P 1-4 (13-11, 4-11, 2-11, 10-12, 2-11) | non qualificata      | non qualificata      | non qualificata      | non qualificata      | non qualificata      | non qualificata |

## Tiro a segno/volo
Maschile
| Atleta              | Evento                       | Qualificazione | Qualificazione | Finale          | Finale          |
| Atleta              | Evento                       | Punteggio      | Classifica     | Punteggio       | Classifica      |
| ------------------- | ---------------------------- | -------------- | -------------- | --------------- | --------------- |
| Giovanni Cernogoraz | Trap                         | 122            | 6º Q           | 146 S/O 6       |                 |
| Bojan Đurković      | Carabina 50 m 3 posizioni    | 1152           | 35º            | non qualificato | non qualificato |
| Bojan Đurković      | Carabina 50 m a terra        | 595            | 8º Q           | 698             | 7º              |
| Bojan Đurković      | Carabina 10 m aria compressa | 590            | 36º            | non qualificato | non qualificato |
| Anton Glasnović     | Trap                         | 122            | 5º Q           | 143             | 6º              |
| Anton Glasnović     | Double trap                  | 114            | 23º            | non qualificato | non qualificato |
| Petar Gorša         | Carabina 10 m aria compressa | 586            | 43º            | non qualificato | non qualificato |

Femminile
| Atleta          | Evento                      | Qualificazione | Qualificazione | Finale          | Finale          |
| Atleta          | Evento                      | Punteggio      | Classifica     | Punteggio       | Classifica      |
| --------------- | --------------------------- | -------------- | -------------- | --------------- | --------------- |
| Snježana Pejčić | Pistola 10 m aria compressa | 395            | 18ª            | non qualificata | non qualificata |
| Snježana Pejčić | Carabina 50 m 3 posizioni   | 584            | 6ª Q           | 681,9           | 5ª              |

## Vela
Maschile
| Atleta                           | Evento | Regata | Regata | Regata | Regata | Regata | Regata | Regata | Regata | Regata | Regata | Regata | Regata | Regata | Regata | Regata | Regata | Punteggio Totale | Punteggio Netto | Classifica |
| Atleta                           | Evento | 1      | 2      | 3      | 4      | 5      | 6      | 7      | 8      | 9      | 10     | 11     | 12     | 13     | 14     | 15     | M      | Punteggio Totale | Punteggio Netto | Classifica |
| -------------------------------- | ------ | ------ | ------ | ------ | ------ | ------ | ------ | ------ | ------ | ------ | ------ | ------ | ------ | ------ | ------ | ------ | ------ | ---------------- | --------------- | ---------- |
| Luka Mratović                    | RS:X   | 24     | 19     | 26     | 20     | 22     | 11     | 14     | 16     | 18     | 36     | N.D.   | N.D.   | N.D.   | N.D.   | N.D.   | EL     | 206              | 170             | 21º        |
| Tonči Stipanović                 | Laser  | 5      | 6      | 20     | 4      | 3      | 1      | 8      | 13     | 6      | 15     | N.D.   | N.D.   | N.D.   | N.D.   | N.D.   | 16     | 97               | 77              | 4º         |
| Ivan Kljaković Gašpić            | Finn   | 3      | 3      | 7      | 9      | 5      | 6      | 3      | 7      | 4      | 10     | N.D.   | N.D.   | N.D.   | N.D.   | N.D.   | 8      | 65               | 55              | 5º         |
| Šime Fantela Igor Marenić        | 470    | 28 DSQ | 13     | 9      | 10     | 8      | 5      | 15     | 1      | 2      | 22     | N.D.   | N.D.   | N.D.   | N.D.   | N.D.   | 2      | 115              | 87              | 6º         |
| Petar Cupać Pavle Kostov         | 49er   | 13     | 17     | 8      | 15     | 13     | 14     | 17     | 4      | 19     | 15     | 17     | 3      | 14     | 12     | 19     | EL     | 200              | 181             | 17º        |
| Dan Lovrović Marin Lovrović, Jr. | Star   | 8      | 12     | 16     | 15     | 14     | 13     | 14     | 15     | 12     | 15     | N.D.   | N.D.   | N.D.   | N.D.   | N.D.   | EL     | 132              | 116             | 16º        |

Femminile
| Atleta                     | Evento       | Regata | Regata | Regata | Regata | Regata | Regata | Regata | Regata | Regata | Regata | Regata | Punteggio Totale | Punteggio Netto | Classifica |
| Atleta                     | Evento       | 1      | 2      | 3      | 4      | 5      | 6      | 7      | 8      | 9      | 10     | M      | Punteggio Totale | Punteggio Netto | Classifica |
| -------------------------- | ------------ | ------ | ------ | ------ | ------ | ------ | ------ | ------ | ------ | ------ | ------ | ------ | ---------------- | --------------- | ---------- |
| Tina Mihelić               | Laser Radial | 14     | 12     | 22     | 25     | 17     | 25     | 14     | 13     | 14     | 17     | EL     | 173              | 148             | 17ª        |
| Enia Ninčević Romana Župan | 470          | 4      | 16     | 13     | 11     | 20     | 11     | 8      | 20     | 19     | 14     | EL     | 135              | 115             | 17ª        |